# كولوبيانو
كولوبيانو هي بلدية في مقاطعة فرشيلي التابعة لإقليم بييمونتي الإيطالي، تقع على بعد حوالي 60 كيلومتر (37 ميل) إلى الشمال الشرقي من مدينة تورينو وحوالي 11 كيلومتر (7 ميل) إلى الشمال الغربي من فيرتشيلي.
تقع كولوبيانو على حدود البلديات التالية: ألبانو فيرسيلسي، كازانوفا إلفو، أولشيننغو، أولدينكو، كوينتو فيرسيلسي، فيلاربويت.

## السكان
في سنة 1861 بلغ عدد السكان 338 نسمة، وتطور العدد ليصل في سنة 2011 لـ 105 نسمة.
يظهر هذا المخطط البياني تطور النمو السكاني لـ كولوبيانو